# 安達健二
安達 健二（あだち けんじ、1918年12月22日 - 1988年3月12日）は、日本の文部官僚。愛知県春日井市生まれ。

## 経歴
愛知一中、第八高校、東京帝国大学法学部卒業。1945年、文部省に入省。配属先は専門教育局。無形文化課長、教科書課長、中等教育課長、人事課長、1967年文化局長を経て、1968年 文化庁発足に伴い次長、1972年から1975年まで長官、1976年から東京国立近代美術館館長。86年5月退任。1976年大英勲章、1977年フランス芸術文化勲章受勲。

## 著書
- 『校長の職務と責任 法的解釈』（第一公報社、1952年 - 1953年）
- 『中等教育の基本問題』（帝国地方行政学会、1963年）
- 『文化庁事始』（東京書籍・選書、1978年）
- 『文化の時代にどう生きるか』（地方自治研究協会、1982年）
- 日本画家篇『悠々閑々 画家の素懐 安達健二対談集』（芸術新聞社、1985年）

### 共著編
- 上野芳太郎共著『新指導要録の解説』（帝国地方行政学会、1961年）
- 『中学校新教育課程 問題点とその解説』[第1-11] 編. 帝国地方行政学会, 1961-1962
- 『校長の職務と責任 新版』高石邦男共著. 第一公報社, 1980.7